# Terremoto de Costa Rica de 1991
El terremoto de Costa Rica de 1991 (conocido en Costa Rica como terremoto de Limón y en Panamá como terremoto de Changuinola) fue un sismo de magnitud 7.7 en la escala sismológica de magnitud de momento que sacudió a ese país centroamericano y a la zona fronteriza de Panamá a las 15:57 hora local (UTC-6:00) del lunes 22 de abril de 1991. La profundidad del sismo se localizó a 10 kilómetros, mientras que su epicentro fue ubicado en la localidad de Pandora, en la caribeña provincia de Limón. 
Es hasta la fecha el terremoto más fuerte en del que se tenga registro en Costa Rica en cuanto a intensidad se refiere. Con una magnitud de 7.7 MW
En total se registraron 49 muertos, 658 heridos y 4452 casas colapsadas en Costa Rica, mientras que en Panamá se registraron 79 muertos y 1061 heridos.Sin embargo, a pesar de las cifras no fue el más destructivo que azotó el país, pues este título lo ocupa los Terremotos de Costa Rica de 1910 más conocidos como los terremotos de Cartago.

## Efectos
El terremoto causó daños en un área de 8000 km², que incluyeron  todo el territorio costarricense y el 20 % del de Panamá. Los daños y pérdidas más notables ocurrieron en líneas vitales, incluyendo carreteras, ferrocarriles, puentes, puertos y acueductos. 
El sismo generó un tsunami de 2 metros que afectó las zonas de Cahuita y Puerto Viejo de Talamanca en Costa Rica; además olas de tsunami de hasta 0,6 m llegaron a isla Bastimentos, isla Colón y Carenero en Bocas del Toro y Portobelo en Colón, Panamá.
En Costa Rica, fue necesario reconstruir 309 km de carreteras. En total, los daños en ese país ascendieron a 21 991,9 millones de colones.

## Efectos geológicos
El efecto más dramático del terremoto, desde el punto de vista geológico, fue el levantamiento de la línea de costa del Caribe costarricense, desde Moín, al norte, hasta Gandoca al sur. El levantamiento máximo fue de 1,85 m medido en las vecindades de Limón. Por otro lado, a lo largo de la costa de Bocas del Toro (en Panamá) ocurrieron subsidencias de hasta 0,9 m. 
Un tsunami local se observó inmediatamente después del terremoto en la costa Caribe sur de Costa Rica y Panamá, con olas de hasta 2,0 m. Otro efecto notable, fue la sismicidad inducida por el terremoto, identificada en una amplia zona de Costa Rica y Panamá. 
Los eventos más importantes ocurrieron el 24 de abril de 1991 (al sur de Tayutic de Turrialba, 6,1 Ms) y el 4 de mayo de 1991 (cerca de Bocas del Toro en Panamá, 6,2 Ms, 1 muerto). También, se identificó la elevación del nivel freático, que varió entre 0,5 m y 2,0 m en áreas deltaicas, especialmente en Matina y al noreste de Limón. Cerca de 3000 km² fueron afectados por licuefacción de suelos en las tierras bajas del litoral Caribe y un área de 2000 km² (gran parte de la cordillera de Talamanca) fue devastada por deslizamientos.